# 氯化四吡啶合钴(II)
氯化四吡啶合钴(II)是一种配位化合物，化学式为CoCl2(py)4，其中py为吡啶。它可由六水合氯化钴和吡啶在甲醇中反应得到。它在110 °C分解，得到蓝色的Co(py)2Cl2，继续加热失去吡啶，并于340 °C得到CoCl2。它在50%乙醇的水溶液中可以被水合肼还原为金属钴。它可用于合成其它钴配合物。